# Damián Lanza
Damián Lanza (castellà: Damián Enrique Lanza Moyano)  (Cuenca, 10 d'abril de 1982) és un exfutbolista equatorià de la dècada de 2000.
Fou cinc cops internacional amb la selecció de l'Equador amb la qual participà en el Mundial de 2006. Pel que fa a clubs, defensà els colors de Genoa i Barcelona SC.